# Timo K. Mukka
Timo Kustaa Mukka (17 de desembre de 1944 - 27 de març de 1973) fou un autor finlandès que va escriure sobre la gent que habita Lapònia.

## Vida i obra
Timo Mukka va néixer a Bollnäs a Suècia. Durant la seva vida va estudiar a l'Acadèmia de Belles Arts de Hèlsinki i va completar nou novel·les, escrites amb una prosa lírica, sobre les dures condicions de vida de Lapònia, la regió on va passar la infància i part de la vida adulta. Aquestes novel·les van ser publicades entre 1964 i 1970.
A principis de la dècada de 1960 va sorgir un moviment literari a Finlàndia anomentat ficció espontània i de confessió. Va ser molt influenciada pels textos de Henry Miller. Els representants finesos foren dos autors joves i que se'ls va voler veure com a enfants terribles de la literatura del moment: el oeta i traductor Pentti Saarikoski i l'autor Hannu Salama. Mentre aquests autors desenvolupaven el moviment, Mukka és considerat l'escriptor més original i més conscient sobre la tasca d'escriptura.
Mukka va morir jove, a causa d'un atac de cor, a Rovaniemi, capital de Lapònia el 1973.

## Obres
- Maa on syntinen laulu (1964) (La terra és una cançó de Sinful) D'aquesta novel·la el director Rauni Mollberg en va fer una pel·lícula de gran èxit a Finlàndia i que sap mantenir perfectament l'estil de Mukka.
- Tabu (1965)
- Täältä jostakin (1965)
- Laulu Sipirjan lapsista (1966) (La cançó per als nens de Sibir)
- Punaista (1966) (Vermell)
- Koiran kuolema (1967) (El gos de la mort)
- Ja kesän heinä kuolee (1968) (I l'estiu al juliol ja mor)
- Lumen pelko (1970) (La por de la neu)
- Kyyhky ja unikko (1970) (El colom i la rosella)